# Іспас (станція)
Іспа́с — проміжна залізнична станція 5-го класу Івано-Франківської дирекції Львівської залізниці на неелектрифікованій лінії Вижниця — Завалля між станціями Вижниця (7 км) та Вашківці (24 км). Розташована в селі Іспас Вижницького району Чернівецької області.

## Пасажирське сполучення
Пасажирське сполучення принено на невизначений термін. До 18 березня 2020 року на станції зупинялися приміські поїзди сполученням Чернівці — Вижниця.